# Lesia Tsurenko
Lesia Viktorivna Tsurenko (en ucraniano: Леся Вікторівна Цуренко; Volodýmyrets, 30 de mayo de 1989) es una tenista profesional ucraniana. Su ranking más alto a nivel individual fue el puesto nº 33, alcanzado el 26 de octubre de 2015. A nivel de dobles alcanzó el puesto nº 116 el 16 de agosto de 2012. En su palmarés posee 4 títulos WTA.

## Títulos WTA (4; 4+0)

### Individual (4)
| Leyenda                                |
| Grand Slam (0)                         |
| WTA Finals (0)                         |
| P. Mandatory & Premier 5, WTA 1000 (0) |
| Premier, WTA 500 (0)                   |
| International, WTA 250 (4)             |

| N.º | Fecha                    | Torneo    | Superficie | Oponente en la final | Resultado        |
| --- | ------------------------ | --------- | ---------- | -------------------- | ---------------- |
| 1.  | 26 de julio de 2015      | Estambul  | Dura       | Urszula Radwańska    | 7-5, 6-1         |
| 2.  | 24 de septiembre de 2016 | Guangzhou | Dura       | Jelena Janković      | 6-4, 3-6, 6-4    |
| 3.  | 4 de marzo de 2017       | Acapulco  | Dura       | Kristina Mladenovic  | 6-1, 7-5         |
| 4.  | 3 de marzo de 2018       | Acapulco  | Dura       | Stefanie Vögele      | 5-7, 7-6(2), 6-2 |

#### Finalista (2)
| N.º | Fecha                | Torneo   | Superficie | Oponente en la final | Resultado     |
| --- | -------------------- | -------- | ---------- | -------------------- | ------------- |
| 1.  | 6 de enero de 2019   | Brisbane | Dura       | Karolína Plíšková    | 6-4, 5-7, 2-6 |
| 2.  | 5 de febrero de 2023 | Hua Hin  | Dura       | Lin Zhu              | 4-6, 4-6      |

## Títulos ITF

### Individuales (6)
| Torneos de $100,000 |
| Torneos de $75,000  |
| Torneos de $50,000  |
| Torneos de $25,000  |
| Torneos de $15,000  |
| Torneos de $10,000  |

| N.º | Fecha                    | Torneo                 | Superficie    | Rival             | Resultado     |
| --- | ------------------------ | ---------------------- | ------------- | ----------------- | ------------- |
| 1.  | 28 de abril de 2008      | Adana, Turquía         | Tierra batida | Vivian Segnini    | 4-6, 6-1, 6-1 |
| 2.  | 13 de octubre de 2008    | Járkov, Ucrania        | Carpeta       | Elina Gasanova    | 6-3, 6-1      |
| 3.  | 9 de noviembre de 2010   | Minsk, Bielorrusia     | Dura (i)      | Richèl Hogenkamp  | 6-3, 6-2      |
| 4.  | 19 de septiembre de 2011 | Tbilisi, Georgia       | Tierra batida | Réka-Luca Jani    | 7-6(3), 6-3   |
| 5.  | 31 de octubre de 2011    | Estambul, Turquía      | Dura (i)      | Irina Khromacheva | 6-1, 7-5      |
| 6.  | 14 de noviembre de 2011  | Bratislava, Eslovaquia | Dura (i)      | Karolína Plíšková | 7-5, 6-3      |

#### Finalista (6)
| N.º | Fecha                    | Torneo             | Superficie    | Rival                | Resultado        |
| --- | ------------------------ | ------------------ | ------------- | -------------------- | ---------------- |
| 1.  | 3 de septiembre de 2007  | Bakú, Azerbaiyán   | Tierra batida | Tinatin Kavlashvili  | 3-6, 4-6         |
| 2.  | 8 de febrero de 2010     | Estocolmo, Suecia  | Dura (i)      | EOxana Lyubtsova     | 4-6, 5-7         |
| 3.  | 1 de marzo de 2010       | Minsk, Bielorrusia | Dura (i)      | Anna Lapushchenkovap | 1-6, 6-3, 6-7(2) |
| 4.  | 28 de marzo de 2011      | Ipswich, Australia | Tierra batida | Sally Peers          | 7-5, 5-7, 0-6    |
| 5.  | 24 de septiembre de 2012 | Telavi, Georgia    | Tierra batida | Elina Svitolina      | 1-6, 2-6         |
| 6.  | 28 de julio de 2014      | Vancouver, Canadá  | Dura          | Jarmila Gajdošová    | 6-3, 2-6, 6-7(3) |

### Títulos ITF dobles (8)
| Torneos de $100,000 |
| Torneos de $75,000  |
| Torneos de $50,000  |
| Torneos de $25,000  |
| Torneos de $15,000  |
| Torneos de $10,000  |

| N.º | Fecha                    | Torneo                    | Superficie    | Pareja                  | Rivales                                    | Resultado           |
| --- | ------------------------ | ------------------------- | ------------- | ----------------------- | ------------------------------------------ | ------------------- |
| 1.  | 1 de septiembre de 2008  | Alphen Rajn, Países Bajos | Tierra batida | Florencia Molinero      | Darija Jurak Vojislava Lukić               | 4-6, 7-5, [10-7]    |
| 2.  | 15 de septiembre de 2008 | Karshi, Uzbekistán        | Dura          | Ima Bohush              | Albina Khabibulina Alexandra Kolesnichenko | 6-3, 6-1            |
| 3.  | 20 de octubre de 2008    | Karshi, Uzbekistán        | Moqueta       | Anastasia Poltoratskaya | Ima Bohush Darya Kustova                   | 7-6(7), 1-6, [10-3] |
| 4.  | 30 de marzo de 2009      | Khanty-Mansiysk, Rusia    | Moqueta       | Ksenia Milevskaya       | Oksana Kalashnikova Valeria Savinykh       | 6-2, 6-3            |
| 5.  | 27 de abril de 2009      | Johannesburgo, Sudáfrica  | Dura          | Naomi Cavaday           | Kristína Kučová Anastasija Sevastova       | 6-2, 2-6, [11-9]    |
| 6.  | 18 de mayo de 2009       | Járkov, Ucrania           | Tierra batida | Ksenia Milevskaya       | Lyudmyla Kichenok Nadiya Kichenok          | 6-4, 6-4            |
| 7.  | 8 de febrero de 2010     | Estocolmo, Suecia         | Dura          | Ksenia Milevskaya       | Nikola Hofmanova Yvonne Meusburger         | 6-4, 7-5            |
| 8.  | 9 de agosto de 2010      | Kazán, Rusia              | Dura          | Ekaterina Dzehalevich   | Albina Khabibulina Ksenia Palkina          | 6-2, 6-3            |